# Trastorno del desarrollo
El trastorno de desarrollo, dentro del cual se incluyen los trastornos del espectro autista, es un concepto amplio que se refiere a cualquier limitación en el funcionamiento cognitivo o adaptativo que se inicia en la infancia y produce alteraciones de conducta en diversas áreas de la vida diaria, como el hogar o la escuela. Puede manifestarse como retraso del lenguaje, trastornos en el aprendizaje, en el razonamiento o en el juicio práctico, en la capacidad para solucionar problemas o una incapacidad para el razonamiento abstracto.

## Dificultades de aprendizaje
Las dificultades que los niños encuentran en la escuela pueden deberse a diversas causas. Aun cuando la mayoría de las escuelas no están preparadas para tratar las dificultades de aprendizaje, en los últimos tiempos la neuropsicología ha recibido suficiente difusión pública para que en presencia de un niño con trastornos del aprendizaje se planteé el interrogante de si el problema se debe a una lesión o disfunción cerebral, u otras causas.
El término “discapacidades del aprendizaje” deriva de una alocución pronunciada por Samuel A. Kirk en 1963 el cual destacó una descripción más precisa de los problemas escolares de los niños, pero exclusivamente niños con déficit sensitivo y retraso mental del grupo que definió como “discapacitados para el aprendizaje”.
La búsqueda de las causas de dificultades de aprendizaje condujo a una profusión de términos cuyo objetivo principal aparentemente consiste en diferenciar los niños con problemas de aprendizaje de los niños con retraso mental y lesiones encefálicas.

## Incidencia de dificultades
La mayoría de las estimaciones de la cantidad de alumnos que requieren educación especial por dificultades de aprendizaje varían entre el 10 y el 15% de la población en edad escolar, aunque en realidad solo el 2% de estos niños reciben educación especial. Uno de los problemas que dificulta el cálculo de prevalencia es el hecho de que las dificultades de aprendizaje sean un trastorno que se manifiesta a lo largo del año escolar. 
Si una persona muestra un retraso de dos años del progreso académico de acuerdo con el resultado de una prueba estándar se considera que existe una dificultad de aprendizaje.
La estimación y la utilización de las tasas de prevalencia se complican aún más por las discrepancias en los resultados académicos entre los niños que se forman en distintos sistemas escolares.

## Tipos de dificultades de aprendizaje
Existen dificultades de aprendizaje que interfieren con la adquisición de habilidades relacionadas con el habla, la orientación espacial, las matemáticas y las relaciones sociales. Los problemas con la lectura (dislexia) y conducta (hiperactividad) son las causas de derivación más frecuentes. El Departamento de Salud Pública, Educación y Bienestar Social de los Estados Unidos enumera las 10 características asociadas con dificultades de aprendizaje citadas con mayor frecuencia por varios autores: a) Hiperactividad, b) Déficit Perceptivo Motores, c) Labilidad Emocional, d) Déficit de coordinación general, e) Trastornos de Atención, f) Impulsividad, g) Trastorno de la memoria y el pensamiento, g) Dificultades de Aprendizaje específicos, h) Trastornos del habla y audición y h) Signos neurológicos equívocos.[cita requerida]

## Dificultad para la lectura
La lectura es una conducta que depende de diversos procesos en el transcurso de varios estadios distintos. Por tanto, la interferencia con la adquisición de la capacidad de lectura puede ser consecuencia de distintas causas.

### Tipos de lectura
1. Lectura grafémica: Lectura de palabras irregulares (no se pronuncias como se deletrean) o palabras que no existen en el idioma en que se lee. Memorización obligatoria.
2. Lectura fonológica: Lectura que consiste en convertir una letra o un conjunto de letras en sonidos (fonemas) que orientan hacia el posible significado de la palabra.

Bradley y Bryant sugieren que las persas que comienzan a ejercitar la lectura utilizan el procedimiento fonológico y que, a medida que aumenta la capacidad de lectura, adquiere mayor importancia la lectura grafémica. La transición entre ambos métodos de lectura se produce entre los 6 y 10 años. Se cuenta con evidencias que indican que la lectura fonológica podría localizarse en el hemisferio izquierdo y la lectura grafémica en el derecho. Considerando las diferencias entre estos dos métodos de lectura debería existir como mínimo dos tipos distintos de dificultad para la lectura; además, estos dos tipos de trastornos pueden manifestarse a distintas edades.
Cabe señalar que estos tipos de déficit de ninguna manera son los únicos detectables en personas con dificultades para la lectura:
1. Déficit de la Memoria Auditiva a Corto Plazo: No comprenden correctamente el sentido del material escrito debido al olvido de palabras y las frases a medida que las leen.
2. Déficit de la Memoria Auditiva a Largo Plazo: No comprenden el sentido de las palabras pese a poder decodificarlas correctamente debido a que poseen una escasa información acerca del significado de los vocablos.

### Papel de la detección sensorial durante la lectura
Bradley y Bryant piensan que la falta de sensibilidad inicial a la rima y la aliteración es la causa de una dificultad para la lectura en el futuro, dado que si los niños con problemas iniciales para la categorización de los sonidos reciben un entrenamiento especial para mejorar la rima y la aliteración, los déficit de la lectura en una fase posterior son mucho menos significativos. En resumen, según Bradley y Bryant, una de las causas de dificultad para la lectura es un déficit básico de la percepción fonológica, o percepción del sonido.
Una disminución en la capacidad que tienen los lactantes en detectar diferencias entre todos los sonidos del habla conocidos antes de detectar solo los relacionados con su lenguaje, podría conducir a trastornos del lenguaje. Tallal y col. evaluaron las habilidades de detección sensorial de niños con dificultades de aprendizaje y observaron que estos niños tienen menos capacidad de detectar estímulos sensitivos que se producen en sucesión rápida. Cuando se utilizan como estímulos los sonidos consonante-vocales, las personas con discapacidad para el lenguaje tienen dificultades para diferenciar una consonante de la otra, pero no para identificar las vocales. Estas personas tampoco tienen dificultades para identificar los sonidos consonante vocal si se prolonga el periodo de transición. Se sugiere que la capacidad para establecer estas discriminaciones sensitivas rápidas se localiza en el hemisferio izquierdo. También se sugiere que la corrección de los trastornos del lenguaje debe focalizarse en un entrenamiento centrado en la discriminación en lugar de un entrenamiento más generalizado con habilidades del lenguaje.

## Análisis de los déficits correlacionados
Las personas con dislexia presentan distintas constelaciones de síntomas y existen amplias variaciones individuales. El hecho de que los trastornos del lenguaje se relacionen con un espectro tan amplio de manifestaciones se debe a que el lenguaje desempeña un papel esencial en el manejo de nuestros procesos mentales en un nivel superior y, en consecuencia, afecta a muchos tipos de conducta. En personas disléxicas se observaron dificultades para separar estímulos sensitivos de cualquier tipo y déficit de la generación de movimientos. Hari y Renvall efectuaron una revisión de numerosos déficits sensitivos y motores asociados con la dislexia y sugieren que el problema principal consiste en un “desvío lento de atención”. Dicho de otro modo, cuando las personas disléxicas centran la atención en algo les cuesta desviarla hacia otro objetivo y viceversa. Este déficit se generaría en las áreas de asociación del lóbulo parietal, las cuales reciben impulsos de todos los sistemas sensitivos para luego desencadenar los movimientos. 

### Teoría magnocelular
Esta teoría sostiene que los trastornos de la lectura derivan de problemas en la porción magnocelular del sistema visual, el cual, en condiciones normales responde a estímulos que cambian rápidamente. Sin embargo esta teoría no es ampliamente aceptada y es sujeta a muchas y variadas discusiones.

## Evaluación neuropsicológica
Los enfoques neuropsicólogos para evaluar la dislexia, en general, se basan en las siguientes presunciones: 
1. la dificultad puede afectar solo a una o pocas esferas del rendimiento,
2. una prueba neuropsicológica puede detectar una habilidad específica o la ausencia de ella,
3. si un método o una estrategia de instrucción es infructuoso, otro podría ser eficaz,
4. los resultados de la prueba neuropsicológica deberían sugerir una estrategia posible destinada a corregirá la discapacidad del aprendizaje.

Las pruebas neuropsicológicas evalúan el rendimiento en un amplio espectro de tareas y aportan información de retroalimentación hacia todas las esferas de la función encefálica. Ayudan a ver la magnitud del problema por la variedad de síntomas asociados con el problema principal, además ayudan a diferenciar a los niños con discapacidad primaria para la lectura de los que tiene problemas emocionales y sociales. 
Numerosos estudios se han centrado en la medición del CI en niños con dificultades de aprendizaje. Rugel vio que el grupo de disléxicos tenían puntuaciones bajas para cuatro subpruebas: aritmética, codificación, información y espectro de dígitos (ACID). En los niños con dislexia, el CI total generalmente es 7 puntos menor que el medido en niños de control. Pero el CI promedio se aproxima a 100. Se observa que los niños mayores de 8 años presentan el perfil ACID, mientras que los niños menores de esta edad no. Este hallazgo sugiere que los déficits de ACID en los niños mayores de 8 años y adultos se deben a la dislexia. 

## Dificultades de aprendizaje no relacionadas con el lenguaje

### Hiperactividad
Es denominado como TDA o TDAH. El síndrome del niño hiperactivo afecta la conducta del niño en la escuela y produce problemas en todos los ámbitos de la vida escolar. Los niños con este síndrome, pueden presentar además otra dificultad de aprendizaje. Es el problema de conducta más habitual en los niños.
El DSM-IV define los siguientes criterios diagnósticos:
1. Hiperactividad general excesiva o inquietud motora en relación con edad del niño.
2. Dificultades para mantener la atención que se manifiestan con la incapacidad para completar una tarea o por un enfoque desorganizado de las tareas.
3. Conducta impulsiva.
4. Duración de los síntomas por un año.

Algunas causas de hiperactividad son: daño encefálico, encefalitis, factores genéticos, factores alimentarios, concentración elevada de plomo y diversos factores relacionados con el entorno familiar y escolar.

### Parálisis cerebral
Trastorno de la función motora debido a traumatismo craneoencefálico durante el desarrollo fetal o el parto. No es fácil definir este trastorno debido a: 1) síntomas motores adoptan formas diversas, 2) varios tipos de alteraciones cognitivas asociadas, 3) causas diversas. Por esto, este término define a un grupo de personas que padecen una dificultad variable secundaria a trastornos motores causados por alteraciones encefálicas no progresivas. La causa subyacente es una lesión encefálica y, en consecuencia, la parálisis cerebral es irreversible. William Little descubrió que las alteraciones motoras de algunos niños se debían a anomalías del parto, trabajo de parto difícil, parto prematuro o asfixia perinatal. Destacó el carácter permanente de los déficits motores y trastornos cognitivos asociados, efectos sobre la personalidad y epilepsia. Casi un 50% de los casos de parálisis cerebral se deben a un traumatismo durante el parto o durante el desarrollo embrionario, un 9% son secundarios a cuadros convulsivos y un 8% se relacionan con la prematuridad. También puede ser relacionado con la capacidad materna.

### Hidrocefalia
Se caracteriza por el aumento del volumen de líquido cefalorraquídeo (LCR) y puede ser secundaria a dos mecanismos diferentes: el aumento del tamaño ventricular o la obstrucción del flujo de LCR con aumento de presión y posterior dilatación de los ventrículos. La hidrocefalia puede tratarse, con resultados variables mediante la inserción en un ventrículo lateral de una válvula y un tubo que se comunica con una vena yugular para drenar el LCR hacia la aurícula cardiaca. Si no se trata provoca muerte o déficits mentales o motores graves.

### Autismo
Kanner y Asperger en la década de 1940 acuñaron este término para describir casos individuales de niños sin signos evidentes de enfermedad encefálica focalizada y un cuadro caracterizado por graves dificultades de relación social, un espectro de interés restringido y poco habitual, trastornos del lenguaje y la comunicación y, en algunos casos, preservación de las funciones intelectuales. El autismo no es consecuencia de una causa específica. Pueden ser factores genéticos, rubeola en la madre, toxinas industriales y anomalías encefálicas, sobre todo, si afectan a los lóbulos temporales (memoria explícita) o cerebelo (memoria implícita). Roder sugirió que una de las causas del autismo puede consistir en una anomalía de la expresión de los genes que desempeñan un papel central en el desarrollo del tronco encefálico (mutaciones del gen HOSA1).

#### Síndrome de Asperger
Estado de retraimiento infantil menos grave que el autismo. Lenguaje y gramática adecuados, pero también presentan conductas y juegos repetitivos y tienen dificultades para relacionarse con sus iguales. Pueden mostrar capacidades fuera de lo común en algunas conductas. Tienen hiperlexia. Presentan retraimiento emocional, ecolalia esporádica y síntomas de autismo.

#### Síndrome de idiota sabio
Trastorno relacionado con el autismo, que fue descrito por vez primera por John Langdon en 1887. Este síndrome se caracteriza por un espectro limitado de habilidades especiales y la triada sintomática universal compuesta por retraso mental, ceguera y talento musical. Los sabios se caracterizan por déficits mentales resultantes de la discapacidad evolutiva o la enfermedad mental, en combinación con un talento que supera con creces sus otras habilidades o las habilidades promedio de la población general. La capacidad especial puede manifestarse de forma brusca y desaparecer de la misma manera. Las causas de esto talentos extraordinarios en niños con trastornos de la función cognitiva se desconocen. Algunos autores piensan que estos niños poseerían islotes capaces de desempeñar una función normal en un encéfalo anormal y que, debido a alguna anomalía del desarrollo, estos islotes estarían sobredesarrollados en algunas regiones del cerebro y subdesarrollados en otras, también es posible que estos niños utilicen un encéfalo normal de forma anómala. Dado que la capacidad de razonamiento, por lo general, es escasa, se piensa que este trastorno se asocia con un hemisferio izquierdo alterado y un hemisferio derecho indemne.

### Síndrome del cromosoma X frágil
Es la causa hereditaria de retraso mental más frecuente. Este síndrome se caracteriza por déficit mental y anomalías faciales. El retraso mental varía entre una discapacidad del aprendizaje poco evidente hasta un retraso mental grave y se asocia con déficit de atención, hiperactividad, ansiedad e inestabilidad emocional y conductas similares a las del autismo. Las anormalidades físicas son cara alargada, orejas grandes, pies planos y articulaciones hiperextensibles. El síndrome del cromosoma X frágil se debe a una mutación del gen FMR1 que se localiza en el brazo largo del cromosoma X.

### Síndrome alcohólico fetal
El nombre de SAF fue acuñado por Jones y Smith en 1973 para describir un cuadro de malformación física y retraso mental en niños nacidos de madres alcohólicas. Los niños con SAF pueden presentar rasgos faciales anómalos, como aumento del espacio que separa los ojos. También presentan un amplio espectro de alteraciones encefálicas que comprenden desde un cerebro pequeño con circunvoluciones anormales hasta un encéfalo de tamaño normal con cantidades anormales de células y una alineación deficiente de las células en la corteza. Presentan diversos grados de discapacidad del aprendizaje y reducción de las puntuaciones de inteligencia, así como la hiperactividad y otros problemas sociales. Tamaño pequeño y delgadez.

## Influencias del desarrollo sobre las dificultades del aprendizaje

### Lesiones estructurales y efectos tóxicos
Lesión estructural puede ser consecuencia de traumatismos durante el parto, encefalitis, anoxia o accidente durante la infancia. Es improbable que el daño estructural sea la causa de la mayor parte de los trastornos de aprendizaje en los niños. Otros factores etiológicos son las deficiencias nutricionales, el consumo de drogas y la exposición a contaminantes ambientales. Otros factores son los bioquímicos.

### Teoría de Geschwind y Galaburda
La hipótesis de Geschwind Galaburda postula que las hormonas pueden afectar al desarrollo encefálico y al aprendizaje. Los fundamentos de esta hipótesis derivan de la observación de Geschwind de que el plano temporal es asimétrico en la mayoría de las personas diestras. Se considera que esta asimetría será la causa de asimetría nerviosa que determina el papel dominante del hemisferio izquierdo en el lenguaje. Dado que se piensa que en los hombres, la desviación de este patrón asimétrico es de mayor magnitud que entre las mujeres, se sugirió la posibilidad de que la testosterona tenga un papel importante. Esta hipótesis propone que los picos de secreción de testosterona embrionarios retrasan el desarrollo del hemisferio izquierdo, lo que aumenta el desarrollo del derecho. Si la asimetría inducida por la testosterona indujera un aumento de tamaño significativo de ciertas áreas del hemisferio derecho, por otra parte también es posible que la testosterona explique algunas anomalías del encéfalo y trastornos del aprendizaje. Esta hipótesis también permite explicar la elevada incidencia de trastornos autoinmunes entre los hombres. Esto explica que la testosterona incrementa la susceptibilidad a trastornos autoinmunes.

### Lateralización encefálica anormal
Varias de las teorías propuestas se basan en la premisa de Orton que postula que los trastornos de aprendizaje son consecuencia de un enlentecimiento de la lateralización encefálica. Esta premisa se basa en la presunción de que dado que en la mayoría de los adultos el lenguaje se lateraliza en el hemisferio izquierdo, es lógico suponer que esta lateralización supone una ventaja y es consecuencia de la adquisición del lenguaje y que un enlentecimiento de este proceso evolutivo interferiría con la adquisición de las funciones del lenguaje.

### Retraso madurativo
La hipótesis del retraso madurativo sostiene que las funciones cognitivas responsables del desarrollo del lenguaje, la lectura y otras conductas complejas tienen una organización jerárquica y que los niveles jerárquicos se desarrollan de forma secuencial en el transcurso de la ontogenia. La interferencia con el desarrollo de uno de estos niveles jerárquicos retrasara el desarrollo de todos los niveles subsiguientes, dado que las funciones superiores dependen de la integridad de las inferiores. El primer retraso madurativo podría ser consecuencia de varios factores. Estos son dos factores potenciales:
- Retraso de la mielinización de una región concreta.
- Enlentecimiento del desarrollo de las conexiones corticales.

### Privación ambiental
Se sabe que la privación ambiental puede ejercer efectos duraderos sobre las funciones físicas e intelectuales. Mientras más tiempo dure la privación, más graves son las consecuencias.

### Efecto cumpleaños
Este efecto nos dice que los niños que ingresan a la escuela o practican algún deporte a una edad más temprana que sus compañeros tienen un rendimiento significativamente inferior que los mayores.

## Fundamentos genéticos de las dificultades del aprendizaje
Toda consideración de la posibilidad de que los trastornos del aprendizaje tengan fundamentos genéticos debe tener presente las dificultades para demostrar esta hipótesis:
1. El entorno puede afectar el desarrollo de maneras distintas.
2. Los trastornos pueden adoptar formas diferentes.
3. La incidencia de discapacidad de trastornos de aprendizaje se correlaciona con la calidad de educación escolar.
4. La mayoría de los niños con trastornos del aprendizaje muestran un CI promedio.
5. La capacidad para leer puede ser hereditaria.

Sin embargo, la posibilidad de que los factores genéticos desempeñen un papel causal es probable. A medida que avance el conocimiento de los genes, y su influencia, es muy posible que se llegue a la conclusión de que la dificultad de aprendizaje en realidad se asocia con cientos de anomalías genéticas en lugar de con algunas aberraciones aisladas.